# Ibrahima Koné (futbolista nacido en 1977)
Ibrahima Koné (Bamako, 6 de octubre de 1977) es un futbolista maliense que jugaba en la demarcación de defensa.

## Selección nacional
Hizo su debut con la selección de fútbol de Malí el 9 de diciembre de 1995 en un partido amistoso contra Costa de Marfil que finalizó con un resultado de 2-1 a favor del combinado marfileño tras el gol de Soumaila Coulibaly para Malí, y de Maxime Gouaméné y Elo Lokpo para el combinado marfileño. Además disputó la clasificación para la Copa Africana de Naciones de 2000 y la Copa Africana de Naciones 2004.

### Participaciones en la Copa Africana de Naciones
| Copa Africana de Naciones      | Sede  | Resultado       | Partidos | Goles |
| ------------------------------ | ----- | --------------- | -------- | ----- |
| Copa Africana de Naciones 2004 | Túnez | Cuarta posición | 1        | 0     |

## Clubes
| Club               | País    | Año       | Partidos | Goles |
| ------------------ | ------- | --------- | -------- | ----- |
| ÉS Darsalam Bamako | Mali    | 1997-2003 |          |       |
| ASC Jeanne d'Arc   | Senegal | 2003-2005 |          |       |
| FK Dinamo Tirana   | Albania | 2005-2006 | 21       | 0     |
| Stade Malien       | Mali    | 2007-2009 |          |       |